# 1605 год
1605 (ты́сяча шестьсо́т пя́тый) год  по григорианскому календарю — невисокосный год, начинающийся в субботу. Это 1605 год нашей эры, 5‑й год 1‑го десятилетия XVII века 2‑го тысячелетия, 6‑й год 1600‑х годов. Он закончился 420 лет назад.
| Пн | Вт | Ср | Чт | Пт | Сб | Вс |
|    |    |    |    |    | 1  | 2  |
| 3  | 4  | 5  | 6  | 7  | 8  | 9  |
| 10 | 11 | 12 | 13 | 14 | 15 | 16 |
| 17 | 18 | 19 | 20 | 21 | 22 | 23 |
| 24 | 25 | 26 | 27 | 28 | 29 | 30 |
| 31 |    |    |    |    |    |    |

| Пн | Вт | Ср | Чт | Пт | Сб | Вс |
|    | 1  | 2  | 3  | 4  | 5  | 6  |
| 7  | 8  | 9  | 10 | 11 | 12 | 13 |
| 14 | 15 | 16 | 17 | 18 | 19 | 20 |
| 21 | 22 | 23 | 24 | 25 | 26 | 27 |
| 28 |    |    |    |    |    |    |

| Пн | Вт | Ср | Чт | Пт | Сб | Вс |
|    | 1  | 2  | 3  | 4  | 5  | 6  |
| 7  | 8  | 9  | 10 | 11 | 12 | 13 |
| 14 | 15 | 16 | 17 | 18 | 19 | 20 |
| 21 | 22 | 23 | 24 | 25 | 26 | 27 |
| 28 | 29 | 30 | 31 |    |    |    |

| Пн | Вт | Ср | Чт | Пт | Сб | Вс |
|    |    |    |    | 1  | 2  | 3  |
| 4  | 5  | 6  | 7  | 8  | 9  | 10 |
| 11 | 12 | 13 | 14 | 15 | 16 | 17 |
| 18 | 19 | 20 | 21 | 22 | 23 | 24 |
| 25 | 26 | 27 | 28 | 29 | 30 |    |

| Пн | Вт | Ср | Чт | Пт | Сб | Вс |
|    |    |    |    |    |    | 1  |
| 2  | 3  | 4  | 5  | 6  | 7  | 8  |
| 9  | 10 | 11 | 12 | 13 | 14 | 15 |
| 16 | 17 | 18 | 19 | 20 | 21 | 22 |
| 23 | 24 | 25 | 26 | 27 | 28 | 29 |
| 30 | 31 |    |    |    |    |    |

| Пн | Вт | Ср | Чт | Пт | Сб | Вс |
|    |    | 1  | 2  | 3  | 4  | 5  |
| 6  | 7  | 8  | 9  | 10 | 11 | 12 |
| 13 | 14 | 15 | 16 | 17 | 18 | 19 |
| 20 | 21 | 22 | 23 | 24 | 25 | 26 |
| 27 | 28 | 29 | 30 |    |    |    |

| Пн | Вт | Ср | Чт | Пт | Сб | Вс |
|    |    |    |    | 1  | 2  | 3  |
| 4  | 5  | 6  | 7  | 8  | 9  | 10 |
| 11 | 12 | 13 | 14 | 15 | 16 | 17 |
| 18 | 19 | 20 | 21 | 22 | 23 | 24 |
| 25 | 26 | 27 | 28 | 29 | 30 | 31 |

| Пн | Вт | Ср | Чт | Пт | Сб | Вс |
| 1  | 2  | 3  | 4  | 5  | 6  | 7  |
| 8  | 9  | 10 | 11 | 12 | 13 | 14 |
| 15 | 16 | 17 | 18 | 19 | 20 | 21 |
| 22 | 23 | 24 | 25 | 26 | 27 | 28 |
| 29 | 30 | 31 |    |    |    |    |

| Пн | Вт | Ср | Чт | Пт | Сб | Вс |
|    |    |    | 1  | 2  | 3  | 4  |
| 5  | 6  | 7  | 8  | 9  | 10 | 11 |
| 12 | 13 | 14 | 15 | 16 | 17 | 18 |
| 19 | 20 | 21 | 22 | 23 | 24 | 25 |
| 26 | 27 | 28 | 29 | 30 |    |    |

| Пн | Вт | Ср | Чт | Пт | Сб | Вс |
|    |    |    |    |    | 1  | 2  |
| 3  | 4  | 5  | 6  | 7  | 8  | 9  |
| 10 | 11 | 12 | 13 | 14 | 15 | 16 |
| 17 | 18 | 19 | 20 | 21 | 22 | 23 |
| 24 | 25 | 26 | 27 | 28 | 29 | 30 |
| 31 |    |    |    |    |    |    |

| Пн | Вт | Ср | Чт | Пт | Сб | Вс |
|    | 1  | 2  | 3  | 4  | 5  | 6  |
| 7  | 8  | 9  | 10 | 11 | 12 | 13 |
| 14 | 15 | 16 | 17 | 18 | 19 | 20 |
| 21 | 22 | 23 | 24 | 25 | 26 | 27 |
| 28 | 29 | 30 |    |    |    |    |

| Пн | Вт | Ср | Чт | Пт | Сб | Вс |
|    |    |    | 1  | 2  | 3  | 4  |
| 5  | 6  | 7  | 8  | 9  | 10 | 11 |
| 12 | 13 | 14 | 15 | 16 | 17 | 18 |
| 19 | 20 | 21 | 22 | 23 | 24 | 25 |
| 26 | 27 | 28 | 29 | 30 | 31 |    |

## События
- 1507—1622 — Португало-персидская война. Ряд вооружённых конфликтов между колониалистской Португалией и вассальным Ормузом, с одной стороны, и Сефевидской империей, поддерживаемой англичанами, с другой[1].
- 1511—1641 — Малайско-португальская война. Вооружённый конфликт XVI-XVII веков, в котором Малаккский султанат при поддержке империи Мин, Голландской Ост-Индской компании (с 1607) и Джохора безуспешно сопротивлялся Португальской империи, стремившейся захватить Малакку и установить контроль над торговлей между Индией и Китаем[2].
- 1566—1609 — первый этап Нидерландской буржуазной революции (Восьмидесятилетняя война). Религиозно-идеологическая, политическая и социально-экономическая борьба Семнадцати провинций за независимость от испанского владычества[3].
- 1600—1611 — Польско-шведская война[4]. 
  - 27 сентября — битва при Кирхгольме. Польско-литовские войска одержали победу в сражении под Кирхгольмом[4].
- 1601—1661 — Голландско-португальская война. Вооружённый конфликт, в котором голландские Ост-Индская и Вест-Индская компании воевали по всему миру против Португальской империи[5].
- 1603—1605 — закончился мятеж Лже-Абд ал-Гаффара. Восстание каракалпаков во главе с провозглашенным ими правителем Лже-Абд ал-Гаффар-султаном против Казахского ханства[6].
- 1603—1618 — Турецко-персидская война[7]: 
  - 6 ноября — шах Аббас разбил турок в битве при Суфиане (Азербайджан)[7].
  - Осада Вана[8].
- 8 апреля — шведский король Карл XI распорядился основать город Оулу (ныне Финляндия)...
- 5 ноября — «Пороховой заговор» в Англии — первая попытка террористического акта с помощью взрывчатых веществ. В этот день король Яков I должен был открыть заседание английского парламента. Католики-заговорщики с целью прекратить протестантское правление в стране уговорили 25-летнего Гая Фокса заложить бочки с порохом в подвале палаты лордов и взорвать их во время заседания. Заговор сорвался, так как правительство получило анонимное письмо, и 4 ноября Фокс был арестован. Под пыткой он рассказал всё, что знал, и 31 января следующего года был казнён. В Англии этот день отмечается как «День Гая Фокса»..
- 22 ноября — в Кракове состоялось обручение по доверенности Марины Мнишек и Лжедмитрия I.
- 11 декабря — Сигизмунд III вторично женился на родной сестре своей первой жены Анны Габсбург (ум. 1598), принцессе Констанции Габсбург (1588-1631)[4].
- Запорожские казаки нападают на Варну, где разбивают турецкий флот.
- Восстание против Джагангира под руководством его сына Хусру. Подавлено с большой жестокостью.

## Русское государство
Царствование: 1598—1605 — Борис Фёдорович Годунов, Фёдор Борисович Годунов (с апреля) и 1605—1606 — Лжедмитрий I (с июля)

### Правление Бориса Годунова
- 1598—1613 — Смутное время[9].
- 1604—1605 — неудачный Поход Бутурлина в Дагестан[10].
  - Караманская битва[10].
- Шведское правительство предлагало Годунову помощь против поляков.
- 21 января (31) — битва при Добрыничах. Царское войско громит войско Лжедмитрия I, который бежит в Путивль и остаётся там до мая[11].
- Февраль — неудачная осада Рыльска воеводами Бориса Годунова[12].
- Февраль—апрель — безуспешная осада Кром царскими войсками[13].
- 13 (23 апреля) — смерть Бориса Годунова.

#### Правление Фёдора Годунова
- 13 (23 апреля) — в день смерти отца, на престол взошёл его сын Ф.Б. Годунов. Жители Москвы, думные и московские чины, дети боярские, приказные и посадские люди, гости и другие дают присягу царю Фёдору, его матери царице Марии Григорьевне и сестре "государыне царевне Ксении Борисовне"[11]. Вскоре новому царю присягнуло русское войско под Кромами[14].
  - Апрель — Борис Годунов первоначально погребён в Архангельском соборе Московского Кремля[11].
- До мая — в Путивль к Лжедмитрия I приезжают целовать крест воеводы: из Белгорода — Лыков Борис Михайлович, из Царёва — Татев Борис Петрович и Туренин Дмитрий Васильевич[11].
- 7 (17) мая — в русском лагере под Кромами против Фёдора Борисовича вспыхнуло восстание под руководством боярина Басманова Петра Фёдоровича, Голицына Василия Васильевича и Голицына Ивана Васильевича[14].
- Май — правительственное войско под Кромами переходит на сторону Лжедмитрия I, продолжавшего движение к Москве[14].
- 1 (11) июня — в Москве начинается анти Годуновское восстание в поддержку Лжедмитрия I, в результате которого Фёдор Борисович был свергнут с престола, с матерью-царицей Марией Григорьевной и сестрой Ксенией Борисовной заключён под домашний арест[11][14].
- 3 июня — делегация московских бояр выезжает в Серпухов для встречи Лжедмитрия I[11].
- 10 (20) июня — царь Фёдор Борисович и царица Мария Григорьевна умерщвлены (скорее всего задушены стрельцами) подосланными Лжедмитрием I убийцами (Новый летописец называет: Голицын В.В., Рубец-Мосальский В.М., Молчанов М.А. и Шерефединов А.В.). Народу было объявлено, что Фёдор от страха отравился. По свидетельству современников Ксения Борисовна была вынуждена стать наложницей самозванца[14][15].

##### Правление Лжедмитрия I
- 20 июня — въезд Димитрия (Дмитрия) — Лжедмитрия I в Москву.
- Опала, тюрьма и ссылки:
  - 23 июня — Василий Иванович Шуйский схвачен вместе с братьями по подозрению в измене и подготовке мятежа. По решению собранного собора приговорён к казни[11].
    - 25 (по другим данным 30) июня — Василий Шуйский возведён на плаху. Туда подбежал один из фаворитов самозванца Мартин Сабельский с указом о замене смертного приговора, на ссылку "в Галицкие пригороды по темницам". Имущество, вотчины и дворы Шуйских были конфискованы[11].

  - Июнь — Годунов Степан Васильевич, по приказу Лжедмитрия I заключён в тюрьму, где и умер[16].
  - Лето — Годунов Семён Никитич заключён в тюрьму в Переяславле, по одним сведениям умер там от голода, по другим — задушен[16].
  - Лето — Годунов Яков Михайлович подвергся кратковременной опале, после чего отправлен воеводой в Свияжск (1605-1609)[16].
  - Лето — Годунов Никита Васильевич подвергнут опале и первоначально сослан в Тобольск, позднее направлен воеводой в Уфу (1606-1612)[16].
  - Лето — Годунов Матвей Михайлович подвергся опале и сослан в Сибирь воеводой в Тюмень (1606-1615)[16].
  - Лето — все Годуновы, как ближайшие родственники свергнутой династии, подверглись опале с конфискацией имущества и владений, лишены думных чинов, отправлены на воеводства в Сибирь, Поволжье и Башкирию, некоторые заключены в тюрьму. Опале с высылкой подверглись также однородцы Сабуровы и Вельяминовы-Зерновы. Выжившим и вернувшимся в Москву Годуновым думные чины были возвращены только царём Михаилом Фёдоровичем после 1613 года. После Смутного времени на протяжении всего XVII века Годуновы думных чинов не получали[16].
  - Гермоген (будущий патриарх) был вызван Лжедмитрием I в Москву, но по прибытии потребовал перехода Марины Мнишек в православие, за что был подвергнут опале[17].
- Лето — Василий Иванович Шуйский прощён и возвращен в Москву (по И. Массе — из Вятки)[11].
- Видный сановник Щелкалов Василий Яковлевич, подвергнутый опале в 1601 году, возвращён ко двору[18].
- Филарет (будущий патриарх), сосланный Борисом Годуновым в 1601 году в Антониево-Сийский монастырь, освобождён Лжедмитрием I и поставлен митрополитом Ростовским[19].
- Июнь — к Лжедмитрию I прибывает представительная правительственная делегация[20].
- Власьев Афанасий Иванович оставлен во главе Посольского приказа и назначен казначеем (наряду с В.П. Головиным)[20].
- Июнь — Борис Годунов вместе с супругой Ириной Фёдоровной и сыном Фёдором Борисовичем перезахоронены в Варсонофьевском монастыре[11]
- 18 июля — Скопин-Шуйский Михаил Васильевич, по приказу Лжедмитрия I привозит в Москву инокиню Марфу (Мария Нагая), мать убитого 15 мая 1591 года в Угличе царевича Дмитрия[21].
- 30 июля (по другим данным 21[11]) — в Успенском соборе было совершено венчание Димитрия (Дмитрия) — Лжедмитрия I на царство[11].
- Июль — Скопин-Шуйский Михаил Васильевич пожалован в "великие мечники", новый для Руси титул[21].
- Сентябрь 1605—апрель 1606 — Власьев А.И. во главе миссии отправляется в Речь Посполитую[20].
  - 22 ноября — Власьев А.И. в Кракове от лица царя Лжедмитрия I официально обручился с Мариной Мнишек[20].
  - 11 декабря — Власьев А.И. присутствовал на свадьбе Сигизмунда III, сидя за одним столом с королём, как лицо представляющее русского царя[20].
- В Сибири произошёл бунт кетских остяков[22].
- Приняты в российское подданство теленгуты[22].
- Лжедмитрием I, для нужд, конфискована казна Новодевичьего монастыря[23].
- Астрахань первый раз разграблена терскими казаками (второй раз 1606 год)[24].
- Около 1605 — Савлук и Филат, выходцы с Мезени, первооткрыватели Среднесибирского плоскогорья. Они обследовали большую часть рек Нижняя Тунгуска и Вилюй (её средняя часть), где прожили до 1611 года и доставили первые сведения о р. Лена[25].
- Пожалование Думным дворянином: Измайлов Артемий Васильевич, Пушкин Гавриил Григорьевич[26].
- Пожалован окольничеством: Щелкалов Василий Яковлевич[18]. Долгоруков Григорий Борисович Роща, Нагой Андрей Александрович, Нагой Григорий Фёдорович, Туренин Дмитрий Васильевич[26].
- Пожалованы боярством: Басманов Пётр Фёдорович (убит 1606), Шаховской Пётр Михайлович (ум. 1605), Голицын Иван Васильевич, Масальский-Рубец Василий Михайлович, Долгорукой Фёдор Тимофеевич, Татев Борис Петрович, Куракин Иван Семёнович, Бельской Богдан Яковлевич, Нагой Михаил Фёдорович, Шереметев Пётр Никитич, Кашин Михаил Фёдорович, Романов Иван Никитич (возвращён из ссылки)[26][27], Шереметев Фёдор Иванович[28].
- Впервые упоминается Лебедянь, как село Лебедянское городище Данковского уезда (находилось во владении Вельяминова Никиты Дмитриевича). В этом же году передано фавориту Лжедмитрия I Сутупову Богдану Ивановичу (см. 1610 год)[29].

### Акты и грамоты
- 31 января — Книги, а в них написано, что по государеву указу Бориса Фёдоровича, жалования в Новгороде-Северском, боярам, воеводам, головам, дворянам, детям боярским Брянска и Новгорода-Северского, и московским стрельцам и Новгорода-Северского пушкарям и затинщикам и казакам и стрельцам и Белёвским и Кромским казакам и всяким людям, которые в Новгороде-Северском сидели в осаде, золотых и ноугородок и московок золочёных и дорогов и тафт и сукна и денег по росписям за приписью дьяка Витовтова Тимофея[30].

### Руководители приказов
| Года      | Приказ             | Ф,И,О главы               | Примечания                              |
| --------- | ------------------ | ------------------------- | --------------------------------------- |
| 1601-1606 | Посольский приказ  | Власьев Афанасий Иванович | Оставлен во главе приказа Лжедмитрием I |
| 1603-1605 | Поместный приказ   | Грамотин Иван Тарасьевич  |                                         |
| 1605      | Поместный приказ   | Шереметев Пётр Никитич    | Окольничий                              |
| 1598-1605 | Конюшенный приказ  | Годунов Дмитрий Иванович  | Боярин                                  |
| 1598-1605 | Большого дворца    | Годунов Степан Васильевич | Боярин                                  |
| 1598-1605 | Аптекарский приказ | Годунов Семён Никитич     | Боярин                                  |

## Начало правления
См.также: Список глав государств в 1605 году
- 1605 — Папа Лев XI.
- 1605—1621 — Папа Павел V (Камилло Боргезе) (1552—1621).
- 1605—1606 — князь Трансильвании Иштван Бочкаи (1557—1606).
- 1605—1627 — Падишах Могольской империи Джахангир, сын Акбара.

## Наука и искусство
- Январь — в Мадриде примерным тиражом 1500—1750 экземпляров вышло первое издание первой части «Дон Кихота» Мигеля де Сервантеса. Вторая часть увидела свет в 1615 году.
- Французский исследователь С. де Шамплан открыл мыс Код (Северная Америка).
- Испанская экспедиция Кироса. Открытие островов Полинезии, Меланезии и южного материка («Австралия святого духа»).

## Родились

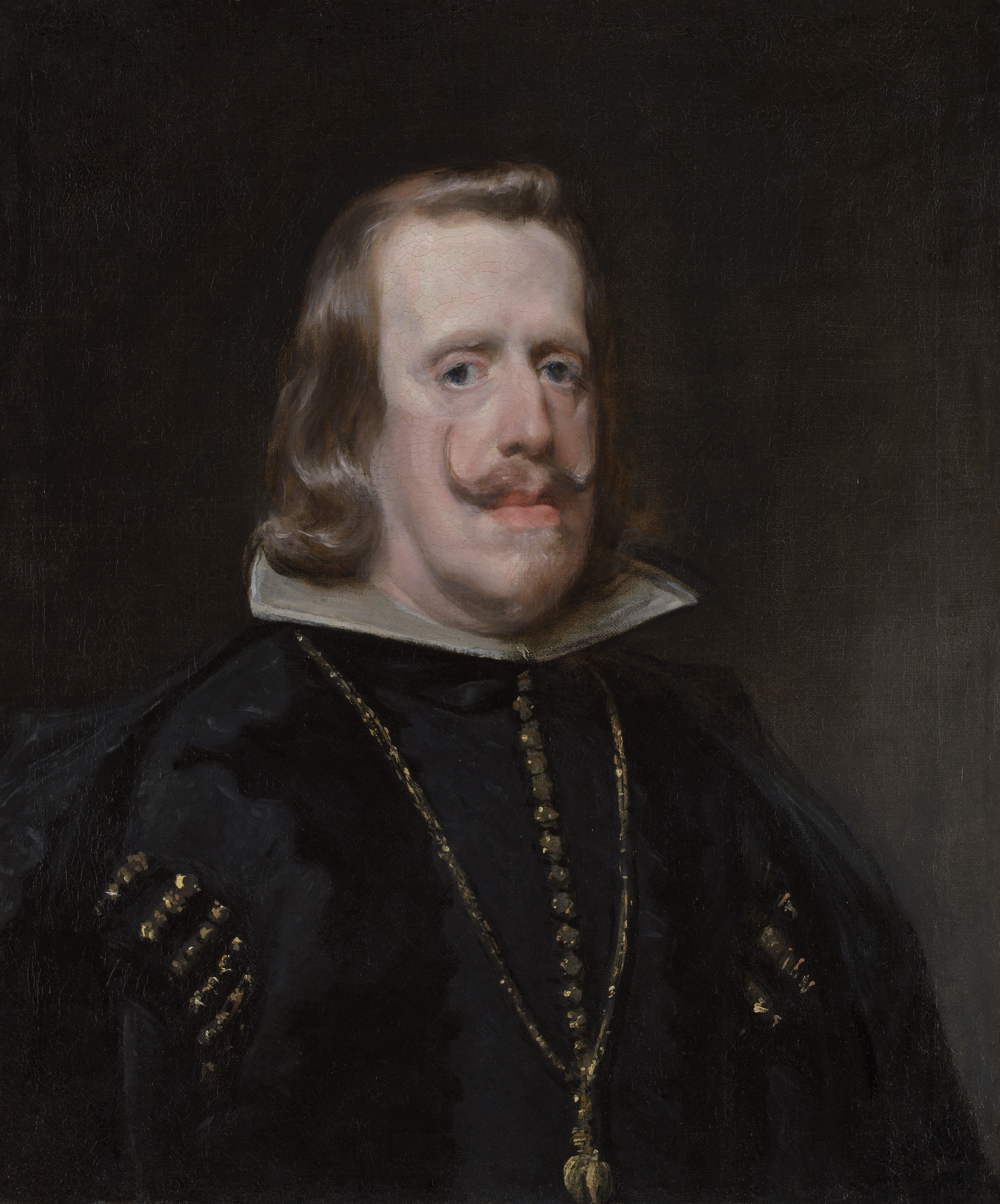
Испанский король Филипп IV

См. также: Категория:Родившиеся в 1605 году
- Май — Никон, шестой московский патриарх, носивший официальный титул «Божиею милостию великий господин и государь, архиепископ царствующаго града Москвы и всеа великия и малыя и белыя Росии и всеа северныя страны и помориа и многих государств Патриарх» (с 25 июля 1652 года по 12 декабря 1666 года)[34].
- Адриан Браувер — южнонидерландский (фламандский) художник.
- Томас Браун — британский медик, один из крупнейших мастеров английской прозы эпохи барокко, автор литературных «опытов» на оккультно-религиозные и естественнонаучные темы.
- Бриньольфур Свейнссон — исландский религиозный (лютеранский) деятель, филолог и поэт.
- Исмаэль Буйо — французский астроном-коперниканец. Первым сформулировал закон всемирного тяготения как «закон обратных квадратов» (сила притяжения обратно пропорциональна квадрату расстояния).
- Симон Дах — поэт, автор слов к песне «Анхен из Тарау», популярной в Германии, Австрии и Швейцарии.
- Семён Иванович Дежнёв — русский мореход, землепроходец, путешественник, исследователь Северной и Восточной Сибири[35], казачий атаман, а также торговец пушниной, первый из известных европейских мореплавателей, в 1648 году, на 80 лет раньше, чем Витус Беринг, прошёл Берингов пролив, отделяющий Аляску от Чукотки[36].
- Ли Цзычэн — предводитель крестьянской войны в северном Китае, которая привела к свержению китайской династии Мин.
- Жан-Батист Тавернье — французский купец, который держал в своих руках европейскую торговлю бриллиантами с Индией. По торговым делам совершил пять путешествий в Индию, преодолев на своём пути более 240 000 км.
- Император Тяньци — китайский император династии Мин, с 1 октября 1620 по 30 сентября 1627 года.
- Филипп IV — король Испании с 31 марта 1621 года, король Португалии и Алгарве с 31 марта 1621 по 1 декабря 1640 года, как Филипп III, из династии Габсбургов.

## Скончались

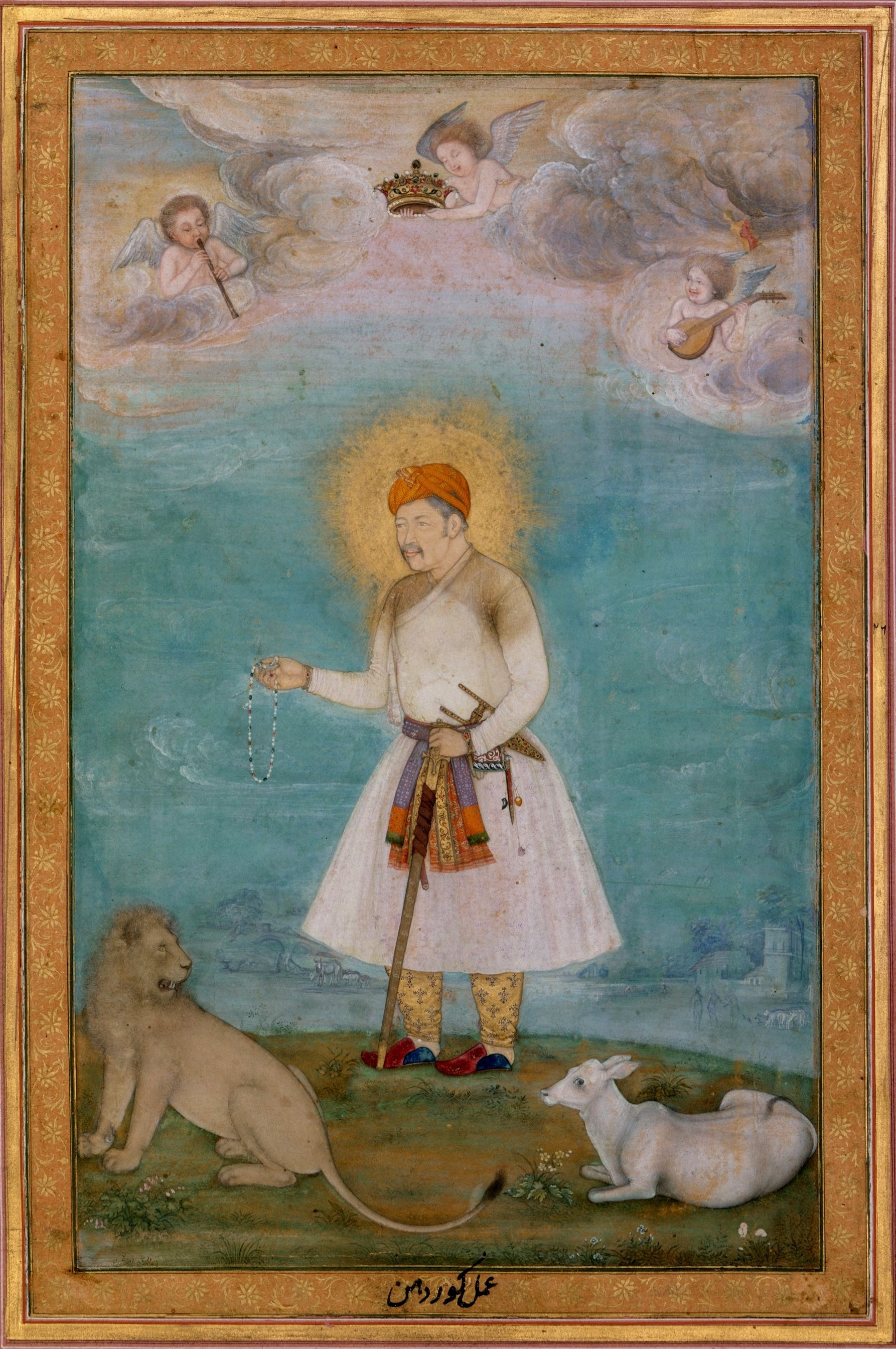
Падишах Индии Акбар I

См. также: Категория:Умершие в 1605 году
- 24 марта — Эдмунд Уайзмен, член британского Парламента в 1563 году[37];
- 13 апреля — Борис Годунов, боярин, шурин царя Фёдора I Иоанновича. В 1587—1598 — фактический правитель государства, с 27 февраля 1598 года — русский царь;
- 20 июня — Фёдор Годунов, русский царь с 13/23 апреля по 1/11 июня 1605 года, картограф. Его царствование — кратчайшее пребывание лица мужского пола на российском престоле (и второе по краткости после правления его тётки, Ирины Годуновой)[14];
- Годунов Степан Васильевич (по другим данным ум.1603) — русский воевода, наместник, дворецкий и боярин (с 1584), троюродный брат царя Бориса Годунова[16].
- Лето — Годунов Семён Никитич, окольничий и боярин (с 1602)[16].
- Акбар I — третий падишах из династии Великих Моголов, внук Бабура, прямой потомок Тамерлана;
- Улиссе Альдрованди — итальянский учёный эпохи Возрождения, гуманист, врач, натуралист, ботаник, энтомолог, зоолог. Основатель ботанического сада в Болонье — одного из первых в Европе;
- Теодор Беза — швейцарский реформатор, сподвижник и преемник Ж. Кальвина;
- Орацио Векки — итальянский композитор;
- Джон Дэвис — английский мореплаватель, чьё имя носит пролив Дэвиса между Гренландией и Канадой;
- Ян Замойский — гетман великий коронный, выдающийся польский государственный деятель из рода Замойских;
- Роберт Кейтсби — английский католик, один из организаторов Порохового заговора;
- Климент VIII — папа римский с 30 января 1592 по 5 марта 1605 года;
- Лев XI — папа римский с 1 по 27 апреля 1605 года;
- Наресуан — король Сиама в Аюттхайский период (с 1590 по 1605 годы). В его правление Сиам достиг наибольшего размера за всю историю;
- Хандан Султан — вторая жена османского султана Мехмеда III, валиде-султан и фактический правитель Османской империи в течение двух лет при Ахмеде I.
- Царь Кахети Александр убит по приказу Аббаса.